# Panteon (religion)
Panteon (jämför latin: pantheon, av klassisk grekiska: πάνϑειον, "tempel helgat åt alla gudar") är en polyteistisk religions samling av gudar. Man kan alltså tala om hinduismens panteon eller ett nordiskt panteon och då sammanfattande mena alla de gudar som finns inom den specifika mytologin. 
Ordet kommer från grekiskans paʹntes – "alla" och theoʹs – "gud".

### Webbkällor
- Svenska Akademiens ordbok: panteon
- Engelsk-svensk ordbok / 949 (1905): Pantheon i Projekt Runeberg